# Ursula Stenzel

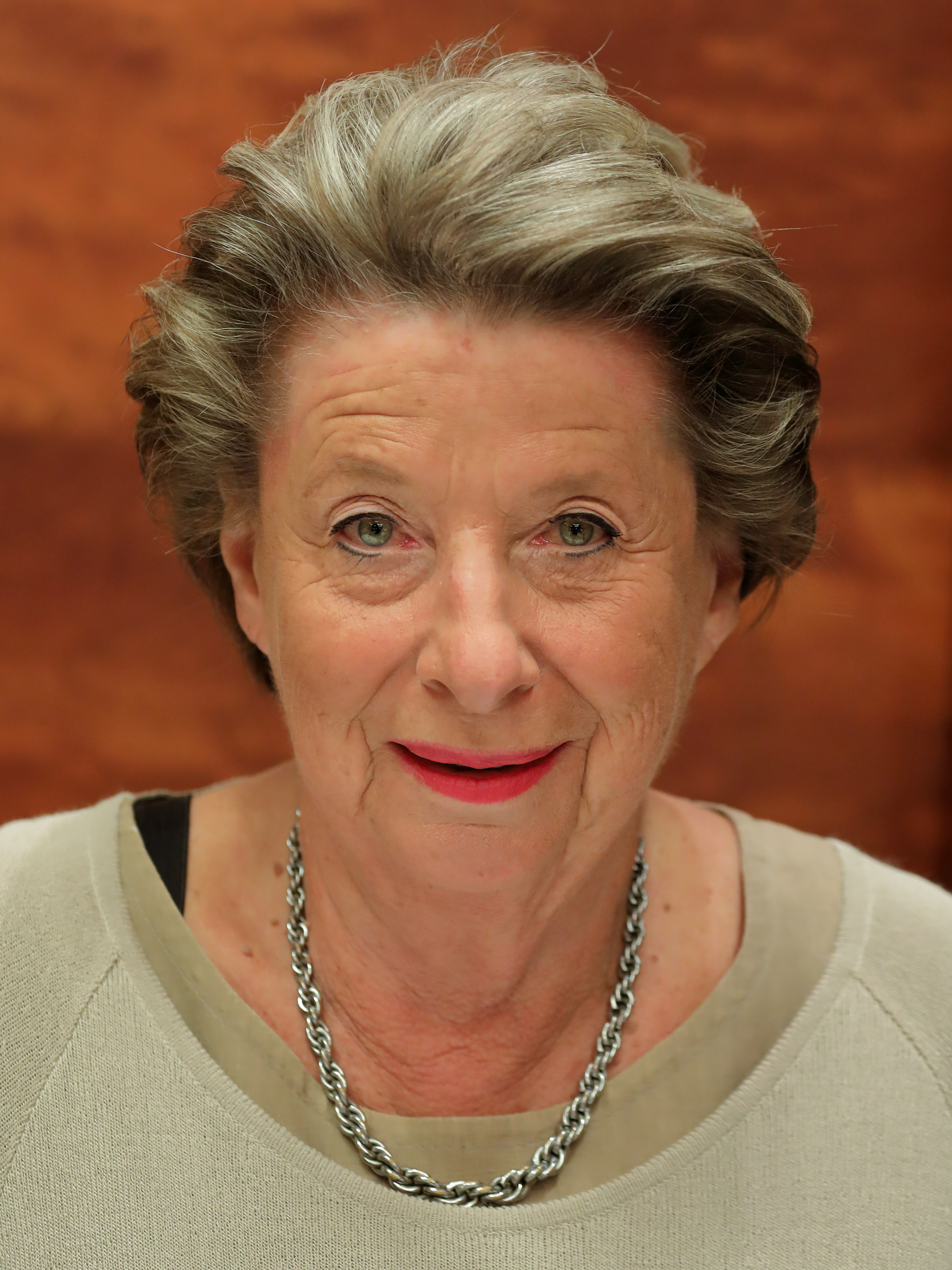
Stenzel în anul 2008

Ursula Stenzel (* 22 septembrie 1945, Viena) este o politiciană austriacă și membru al Parlamentului European în perioada 1999-2004 din partea Austriei. (ÖVP)
1. ↑  Ursula Stenzel, Munzinger Personen, accesat în 9 octombrie 2017
2. ↑  Deputații în Parlamentul European